# Удружење „Жена и породица” Градишка
Удружење „Жена и породица” Градишка је удружење грађана из Градишке основано 27. октобра 1994.

## Оснивање удружења
Оснивању је претходило спонтано организовање групе жена чији је превасходни циљ био помоћ и подршка избјеглом становништву Источне Славоније и Републике Српске Крајине.
За прву предсједницу изабрана је Десанка Рађевић која ту функцију обавља и данас. Удружење окупља 60 стално активних чланица, док је од оснивања до данас учешће у раду узело преко 700 жена.

## Активности током рата
Чланице су организовале посјете војницима и њиховим породицама, нарочито припадницима Градишке бригаде, 16. бригаде, Прве оклопне бригаде и јединица у чијем се саставу налазила градишка полиција. Рањени борци су посјећивани у љечилиштима Сланкамен, бања Мљечаница, те у њиховим домовима. Свак пут уручивана им је помоћ које су чланице успјеле сакупити.Сарадња је настављена и у мирнодопским условима кроз сталне контакте и сусрете са Трећим пјешадијским Република Српска пуком који баштини традицију и градишких бригада. 
У ратном периоду чланице су се окупљале на дружењима које су ,поред осталог, биле хуманитарног карактера. Према потрбама, прикупљане су неопходне ствари за војску и њихове породице.

## Сарадња са Српском православном црквом
Чланице су 1994. г. утемељиле празник Свете Петке као крсну славу Удружења која се прославља до данас. Поред тога, учествују у обиљежавању значајних догађаја из живота СПЦ.Сваке године малишанима се уручују пригодни пакети за божићне и ускршње празнике.

## Културно-умјетнички рад
Удружење је установило манифестацију "Истина о Србима" у чијем се оквиру сваке године одржава литерарни конкурс који је прерастао оквире Републике Српске.Чланице су иницирале и подржале оснивање и рад изворне пјевачке групе и одржава Сабора пјевачких група.

## Сарадња са осталим организацијама
Удружење успјешно сарађује са женским организацијама у Републици Српској и Србији.Реализовано је више пројеката који су за циљ имали економско оснаживање жена(основе предузетништва, процедуре регистрације и покретање мини бизниса). Сарадња са структурама локалне власти омогућила је женама општине Градишка да се активно укључе у процесе одлучивања и залагања за свој положај. О томе свједочи и Повеља са сребреним грбом Општине Градишка 1995.